# George Ahlgren
George Lewis Ahlgren (San Diego, 16 de agosto de 1928-Condado de Gila, 30 de diciembre de 1951) fue un remero estadounidense que compitió en los Juegos Olímpicos de Londres 1948.

## Biografía
Nació en San Diego, California en 1928. Asistió a la Universidad de California en Berkeley. Representó a Estados Unidos en los Juegos Olímpicos de Londres 1948, donde ganó la medalla de oro con el equipo estadounidense de remo en la competencia de ocho con timonel. Falleció en un accidente aéreo en Arizona mientras servía en la Fuerza Aérea de los Estados Unidos.

## Palmarés internacional
| Juegos Olímpicos | Juegos Olímpicos      | Juegos Olímpicos | Juegos Olímpicos |
| Año              | Lugar                 | Medalla          | Prueba           |
| ---------------- | --------------------- | ---------------- | ---------------- |
| 1948             | Londres (Reino Unido) | Medalla de oro   | Ocho con timonel |